# Ворона, или Как Иван-дурак за кладом ходил
«Ворона, или Как Иван-дурак за кладом ходил» — российская двухмерная компьютерная игра в жанре аркады, разработанная и изданная компанией ONP Software для платформы DOS в 1992 году. Помимо ONP Software, изданием и распространением игры в стране также занималась компания Nikita. Игра создана по мотивам русских народных сказок.

## Игровой процесс

Игровой процесс второго уровня. Происходит битва между Иваном-дураком (слева) и Емелей

Цель игры — пройти шесть разных уровней, попутно сражаясь с врагами (героями русских сказок) и в итоге добраться до сундука с сокровищами. Протагонистом игры является Иван-дурак. Каждый боевой уровень напоминает структуру игр серии Mortal Kombat. Шкалы здоровья протагониста и антагонистов обозначаются зелёными и красными яблоками в нижней части экрана.

### Первый уровень
На первом уровне игрока встречает Кот Учёный в киоске «Лукоморье». Он предлагает игроку угадать, под каким из трёх горшочков находится яблоко. При удачном выборе игрок переходит на второй уровень.

### Второй уровень
На втором уровне происходит битва между Иваном-дураком и Емелей. У Емели есть оружие в виде ведра и щуки, а у Ивана при себе оружия нет, поэтому он отбивается руками и ногами. В случае победы главный герой получает самоходную печку для прохождения следующего уровня.

### Третий уровень
Цель третьего уровня — ехать на самоходной печке и врезаться в избушку на курьих ножках, тем самым понижая её шкалу здоровья. На дороге встречаются препятствия в виде камней, при наезде на которых у протагониста тоже могут отниматься единицы здоровья. Как только шкала здоровья антагониста упадёт до нуля, избушка остановится.

### Четвёртый уровень
На четвёртом уровне Иван-дурак должен одержать победу в битве с Бабой-Ягой. На этот раз у главного героя при себе есть оружие в виде ухвата, а у Бабы-Яги из оружия есть метла. В случае победы главный герой переходит на следующий уровень.

### Пятый уровень
На пятом уровне Ивану-дураку надо преодолеть болото. Нужно прыгать по кочкам, при этом не утонуть и не попасться в руки Водяному. Во время прохождения в уровне постепенно начинается ночь; если игрок не дойдёт до конца и стемнеет полностью, то тогда он проиграет и начнёт сначала. В конце уровня Иван добирается до царевны-лягушки и переходит на финальный уровень.

### Шестой уровень
На финальном уровне происходит очередная битва. Иван-дурак должен одержать победу над Змеем Горынычем. У протагониста при себе есть деревянный щит для защиты от языков пламени Змея Горыныча, а также деревянная булава, но без шипов. В случае победы Иван-дурак добирается до огромного сундука с сокровищами, и на этом моменте игра заканчивается.

## Выпуск
Игра была выпущена и издана российской компанией ONP Software в 1992 году. В 1994 году изданием игры в стране занималась компания Nikita.
В том же 1994 году была выпущена обновлённая версия игры под названием Crow II, созданная компанией Maddox Games. В этой версии был изменён экран главного меню, на котором написано Crow version II, а также на каждом уровне была добавлена различная фоновая музыка и новые звуки, в то время как в оригинальной версии игры музыки на уровнях не было.

## Оценки и мнения
В первом номере журнала «PC Review», 1994 года выпуска, «Ворона, или Как Иван-дурак за кладом ходил» охарактеризована как «большая красивая игра на тему русских народных сказок с приключениями и драками».
В ретроспективном обзоре 2011 года авторами «StopGame» отмечено, что игра в своих мини-играх сочетает в себе многие элементы различных жанров (от файтинга до открытого мира), но при этом они оказываются примитивными. По заключению критиков, игра выделяется среди других своей стилистикой русской народной сказки, а все прочие элементы либо упрощены, либо недоделаны.
В исторической ретроспективе истории развития славянской идентичности (книга 2018 года) отмечено, что история виртуализации условно-славянского пространства началась в 1992 году с игры «Ворона, или Как Иван-Дурак за кладом ходил», в которой использовали «стереотипные школьные» представления «русской старины», и это обеспечило немалую популярность, когда такие персонажи, как Бабя Яга или Змей Горыныч, противопоставлялись зарубежным эльфам и гномам.